# Paulovics Dömjén
Paulovics Dömjén (Székesfehérvár, 1794. június 4. – Pest, 1876. június 19.) Szent Ferenc-rendi szerzetes, hitszónok és rendkormánytanácsos.

## Élete
Gimnáziumi tanulmányai után 1815-ben a Szent Ferenc-rendiek közé lépett. Miután a teológiát elvégezte, 1819-ben fölszenteltetett. Mint hitszónok több helyt működött, így Esztergomban is; azután sok évig Szombathelyt volt tanár, ahol fölvették a város díszpolgárai közé. Tartományi rend-kormánytanácsos és aranymisés volt. Végül visszavonult a szerviták kolostorába Pesten.
Cikkeket írt a Religió, Katholikus Néplap, Jelenkor című lapokba és szentbeszédeket a Katholikus Lelkipásztorba.

## Munkái
- Egyházi szózat, melyet tiszt. Klementovics Gratian (Karácson Ker. név: András) testvérnek, ferenczrendi Szűz Máriáról czímzett rendtagnak ünnepélyes szerzetes fogadalma alkalmával Pápán, 1849. nov. 25. mondott. Esztergom, 1871
- Párbeszéd, az az hasznos oktató olvasmány, mindkét nembeli ifjuság számára. Bpest, 1874